# Rudolf Graf von Spreti

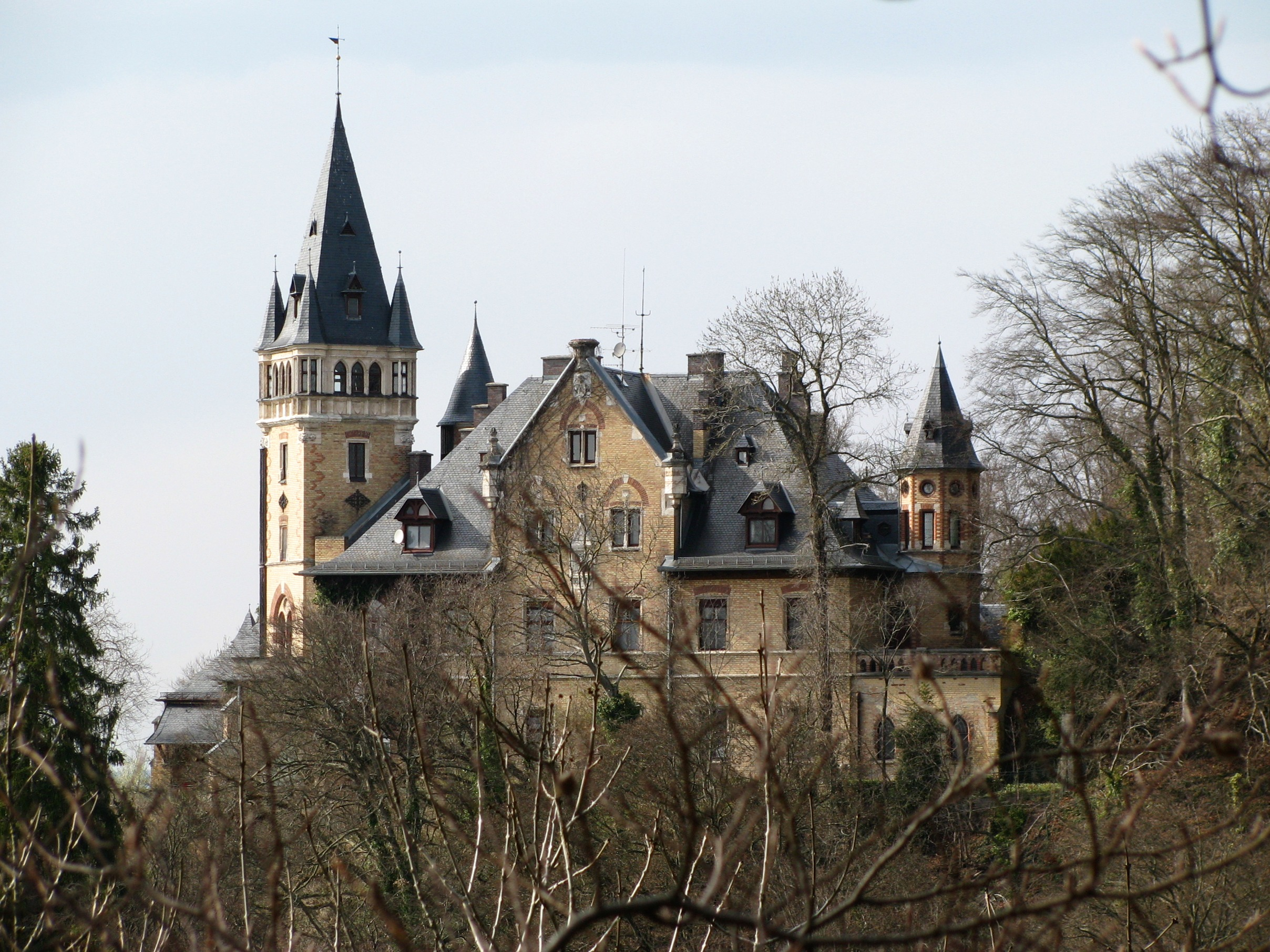
Hochschloss Pähl

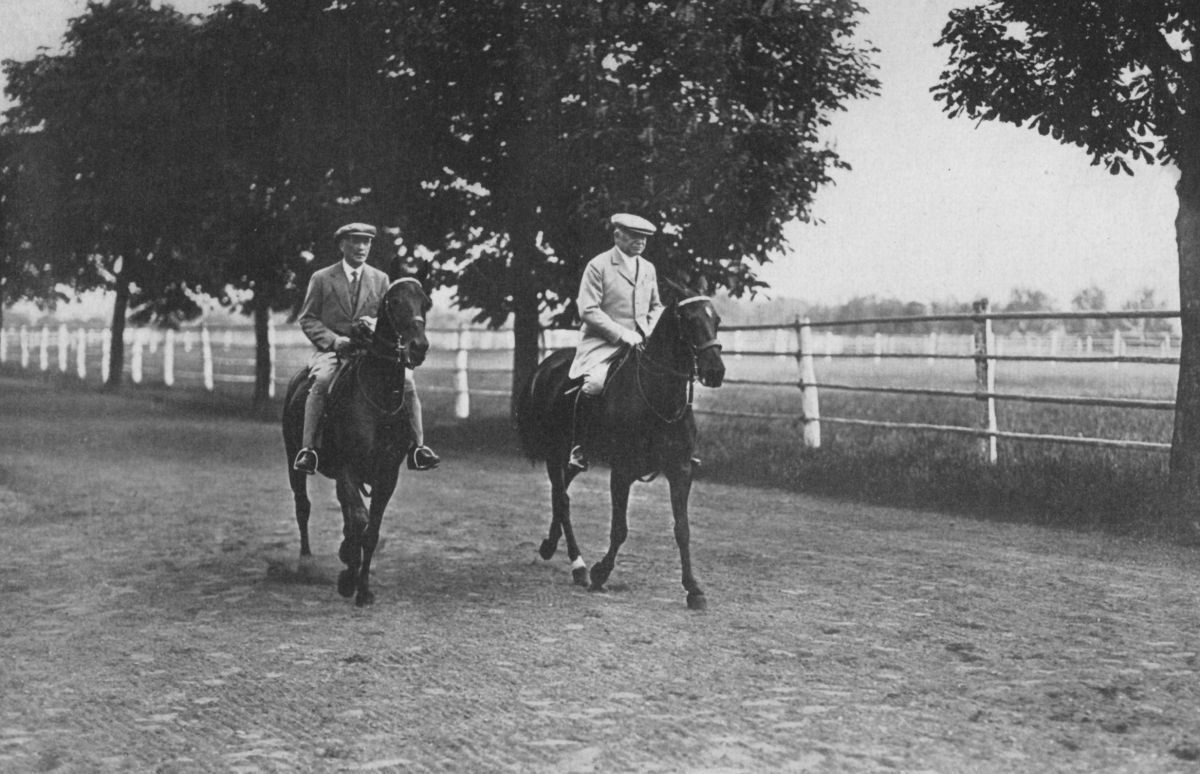
Vollblutgestüt Waldfried in Frankfurt-Niederrad, gegründet 1896

Rudolf Eduard Oskar Joseph Graf von Spreti (* 11. Februar 1883 in München; † 14. November 1955 in Hochschloss Pähl am Ammersee) war ein Reiter und dann Leiter des 1896 gegründeten Vollblutgestütes Waldfried in Frankfurt-Niederrad der Frankfurter Brüder Arthur und Carl von Weinberg mit Dependance in Neuenhagen bei Berlin, wohin er auch seinen Wohnsitz verlegte.
Auf dem großflächigen Gelände am Amselsteg in Neuenhagen bei Berlin war der Rennstall „Waldfried“ ansässig. Von 1913 bis zum Zweiten Weltkrieg wurden hier erfolgreich Galopprennpferde trainiert, die in Hoppegarten und deutschlandweit große Erfolge feierten. Im Jahre 1924 ließ Rudolf Graf von Spreti sein Herrenhaus auf dem Areal errichten, das fortan im Volksmund „Spreti-Villa“ genannt wurde. Noch heute ist das Gebäude in seiner ursprünglichen Anlage erhalten. Nach dem Krieg diente die Villa als Tuberkulose-Krankenhaus, ab 1981 als Dauerheim für geistig behinderte Kinder. Seit 1990 ist die „Spreti-Villa“ Domizil der Förderschule „Am Amselsteg“ für geistig behinderte Kinder und Jugendliche. Der Rennstall selbst war, allerdings unter einem anderen Namen, noch bis 1993 in Betrieb.
1944 wurde das Gestüt durch 83 Sprengbomben zerstört. Nach dem Krieg wurde Spreti zunächst als Treuhänder in München-Riem eingesetzt. Zeitgleich versuchte er das Gestüt Waldfried nahe dem Hochschloss Pähl mit den vorhandenen Restbeständen an Zuchtpferden wiederzubeleben.

## Familie
Rudolfs Eltern waren der bayrische General Bernhard Karl Paul, Graf von Spreti, (* 25. Juni 1849) und Gabrielle Maria geb. Avigdor (* 31. März 1856; † 20. März 1932) aus einer französisch-italienisch-britischen Bankiersfamilie. Sie hatten mehrere Kinder. Rudolf war das älteste. Sein Bruder Ludwig (1885–1916) fiel als Soldat während der Brussilow-Offensive in Toboly/Ukraine am Fluss Stochid.
1902 machte er sein Abitur am Wilhelmsgymnasium München.
Rudolf war einer der erfolgreichsten Reiter unter den bayerischen Offizieren und gewann zweimal den Preis von Riem, eines der schwersten Jagdrennen im deutschen Kaiserreich. 1911 heiratete er Marie Elisabeth von Weinberg (1892–1969). Sie war eine von zwei adoptierten Töchtern des Frankfurter Industriellen Arthur von Weinberg (Cassella, Farbwerke Hoechst) und dessen Ehefrau Willemine Peschel, der aus einer niederländischen Familie stammenden leiblichen und verwitweten Mutter der beiden Mädchen. Marie Elisabeth und ihre Schwester Charlotte Frederike (1896–1973) wurden durch die Adoption zwei der reichsten Erbtöchter des Kaiserreichs.
Das Ehepaar Rudolf Graf von Spreti und Maria hatte zwei Kinder. Sohn Arthur-Ludwig Graf von Spreti (* 27. Februar 1917; † 17. September 1942) fiel als 25-jähriger Soldat im Zweiten Weltkrieg bei Kissljakow/Stalingrad als Teil der 6. Armee. Die Tochter Alexandra-Beatrix Gräfin von Spreti (* 15. Januar 1929; † 23. Dezember 2020) setzte das Werk 1955 nach dem Tod ihres Vaters Rudolf auf Hochschloss Pähl fort. Sie heiratete den Pferderennsport-Spezialisten Joachim Ulrich (Uwe) Scherping (1916–1979), der 1961 Nachfolger seines Schwiegervaters und bis zu seinem Tode Stellvertretender Vorsitzender des Direktoriums für Vollblutzucht und Rennen blieb. Nach seinem Tode ging das Gestüt Waldfried 54 Jahre nach Gründung in das Gestüt Römerhof in Nordrhein-Westfalen ein. Die Witwe Alexandra-Beatrix heiratete Cesar Juan Gutierrez aus Montevideo/Uruguay und zog nach Südamerika.

## Ehrungen
- 1953: Großes Verdienstkreuz der Bundesrepublik Deutschland